# Полтавское (Краснознаменский городской округ)
Полтавское (до 1938 — Грос-Рудшен (нем. Groß Rudszen), до 1946 — Мюленхёе (нем. Mühlenhöhe)) — посёлок в Краснознаменском муниципальном округе Калининградской области России.

## География
Находится в северо-восточной части Калининградской области, в зоне хвойно-широколиственных лесов, в пределах Шешупе-Инстручской равнины, при автодороге 27А-027, на расстоянии примерно 12 километров (по прямой) к юго-юго-востоку от города Краснознаменска, административного центра района. Абсолютная высота — 40 метров над уровнем моря.

### Климат
Климат характеризуется как переходный от морского к умеренно континентальному. Среднегодовая температура воздуха — 8,3 °C. Средняя температура воздуха самого холодного месяца (января) — −0,9 °C; самого тёплого месяца (июля) — 18,5 °C. Годовое количество атмосферных осадков — 883 мм, из которых 586 мм выпадает в период с апреля по октябрь.

### Часовой пояс
Посёлок Полтавское как и вся Калининградская область, находится в часовой зоне МСК−1. Смещение применяемого времени относительно UTC составляет +2:00.

## История
До 1938 года носил название Грос-Рудшен. В период с 1938 по 1947 годы назывался Мюленхёе. В период с 2008 по 2016 годы Полтавское входило в состав Добровольского сельского поселения Краснознаменского района, с 2016 по 2022 годы — в состав Краснознаменского городского округа.

## Население
| 1867 | 1885 | 1910 | 1933 | 1939 | 2002 | 2010 |
| ---- | ---- | ---- | ---- | ---- | ---- | ---- |
| 354  | ↗372 | ↘345 | ↗360 | ↘349 | ↘129 | ↘99  |

### Национальный состав
Согласно результатам переписи 2002 года, в национальной структуре населения русские составляли 74 %.